# Mongongo
Schinziophyton rautanenii là một loài thực vật có hoa trong họ Đại kích. Loài này được (Schinz) Radcl.-Sm. miêu tả khoa học đầu tiên năm 1990.

## Hình ảnh

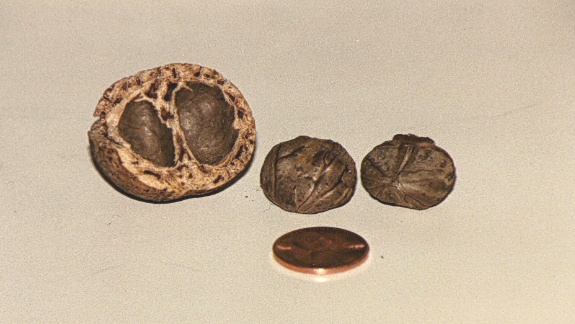